# توش فان دير ساندي
توش فان دير ساندي (بالفرنسية: Tosh Van der Sande)‏ (و. 1990  م) هو دراج على المضمار، ودراج بلجيكي، شارك في طواف إسبانيا، وطواف إسبانيا 2013، وطواف إيطاليا 2014.

## سجل الفوز

### سباقات أو مراحل فاز بها
| التاريخ        | السباق                        | المركز                                           |
| -------------- | ----------------------------- | ------------------------------------------------ |
| 01 يناير 2011  | 2011 Nafarroako Itzulia       | السابع في التصنيف العام                          |
| 13 أبريل 2011  | Côte picarde 2011             |                                                  |
| 29 مارس 2012   | ثلاثة أيام من دي بان 2012     |                                                  |
| 20 مايو 2012   | طواف النرويج 2012             | العاشر في تصنيف أفضل شاب، الثاني في تصنيف النقاط |
| 20 سبتمبر 2014 | جي بي إيبانيس-فان بيتيجم 2014 |                                                  |
| 14 أكتوبر 2014 | طواف بكين 2014                | السادس في تصنيف الجبال                           |
| 09 أكتوبر 2015 | 2015 Zwevezele Koers          |                                                  |
| 11 أكتوبر 2015 | طواف باريس 2015               | الثاني في التصنيف العام                          |
| 18 مارس 2016   | هاندزام الكلاسيكي 2016        | الثامن في التصنيف العام                          |
| 31 مايو 2016   | 2016 Gullegem Koerse          |                                                  |
| 11 أكتوبر 2016 | 2016 Nationale Sluitingsprijs | العاشر في التصنيف العام                          |

## روابط خارجية
- توش فان دير ساندي على موقع الاتحاد الدولي للدراجات (الإنجليزية)
- توش فان دير ساندي على موقع أرشيف الدراجات (الإنجليزية)
- توش فان دير ساندي على موقع إحصائيات الدراجات الإحترافية (الإنجليزية)
- توش فان دير ساندي على موقع نسبة الدراجات (الإنجليزية)
- توش فان دير ساندي على موقع CycleBase (الإنجليزية)